# P/2017 R1 (PANSTARRS)
P/2017 R1 (PANSTARRS) — одна з комет типу комети Енке. Відкрита 14 вересня 2017 року; була 21.2m на час відкриття.